# مارش اریکا
اریکا یک مارش نظامی متعلق به آلمان نازی است. این سرود به برهه یکم با ارتش آلمان، به ویژه ارتش آلمان نازی مربوط است. این سرود توسط هرمس نیل سروده شد و در سال ۱۹۳۸ منتشر شد و به زودی در جنگ دوم جهانی توسط سربازان ورماخت استفاده شد. سرود اریکا بارها در طول رویدادهای عمومی و فستیوال و مراسم‌های حزب ناسیونال سوسیالیسم آلمان اجرا شد. به گفته کهنه سرباز، تاریخ‌دان و نویسنده بریتانیایی، سرلشکر مایکل تیلوتسوون، این آهنگ محبوب‌ترین و پراستفاده‌ترین آهنگ راهپیمایی نظامی آلمان نازی در طول جنگ دوم جهانی بود.

## ریشه ها
اریکا هم یک اسم رایج زن آلمانی و یک اسم آلمانی برای هدر است. متن و سبک این مارش توسط هرمس نیل، آهنگساز و نوازنده آلمانی مارش سروده شده است. تاریخ پیدایش دقیق این مارش مشخص نیست. به‌طور تقریبی تاریخ"حدود ۱۹۳۰" داده می‌شود، اما این هرگز ثابت نشده است. این آهنگ ابتدا در سال ۱۹۳۸ توسط یک شرکت منتشر شد در گروسبورگودل. قبل از جنگ طرفداران زیادی داشت.

## موسیقی
این سرود با متن "Auf der Heide blüht ein kleines Blümelein" (روی باغچه یک غنچه کوچک شکوفا می‌شود که نام اریکا است) آغاز می‌شود، موضوع یک گل (اریکا) که اسم معشوقه یک سرباز را دارد. بعد از هر قسمت سطر، و پس از هر بار گفتن نام "اریکا"، یک مکث سه ضربی وجود دارد که با طبل کتری یا با ضربه پاهای کوبنده (مثلاً سربازان در حال رژه) کامل می‌شود، که با نماد (xxx) در متن زیر نشان داده شده است.

## متن موسیقی
| 1. Auf der Heide blüht ein kleines Blümelein (xxx) und das heißt (xxx) Erika. (xxx) Heiß von hunderttausend kleinen Bienelein (xxx) wird umschwärmt (xxx) Erika. (xxx) Denn ihr Herz ist voller Süßigkeit, (xxx) zarter Duft entströmt dem Blütenkleid. (xxx) Auf der Heide blüht ein kleines blümelein (xxx) und das heißt (xxx) Erika. (xxx) (xxx) as before 2. In der Heimat wohnt ein kleines Mägdelein und das heißt Erika. Dieses Mädel ist mein treues Schätzelein und mein Glück, Erika. Wenn das Heidekraut rot-lila blüht, singe ich zum Gruß ihr dieses Lied. Auf der Heide blüht ein kleines Blümelein und das heißt: Erika. 3. In mein'm Kämmerlein blüht auch ein Blümelein und das heißt Erika. Schon beim Morgengrau'n sowie beim Dämmerschein schaut's mich an, Erika. Und dann ist es mir, als spräch' es laut: "Denkst du auch an deine kleine Braut?" In der Heimat weint um dich ein Mägdelein | On the heath, there blooms a little flower (xxx) and it's called (xxx) Erika. (xxx) Eagerly a hundred thousand little bees, (xxx) swarm around (xxx) Erika. (xxx) For her heart is full of sweetness, (xxx) a tender scent escapes her blossom-gown. (xxx) On the heath, there blooms a little flower (xxx) and it's called (xxx) Erika. (xxx) Back at home, there lives a little maiden and she's called Erika. That girl is my faithful little darling and my joy, Erika. When the heather blooms in a reddish purple, I sing her this song in greeting. On the heath, there blooms a little flower and she's called Erika. In my room, there also blooms a little flower and she's called Erika. Already In the grey of dawn, as it does at dusk, It looks at me, Erika. And then it's to me as if it's saying aloud: "Are you thinking of your little bride?" Back at home, a maiden weeps for you and she's called Erika. |
| —گلی کوچک شکوفه می‌دهد در خارزار \|و اسمش هست: اریکا با اشتیاق، صدهزار زنبور کوچک می‌چرخند؛ دور اریکا (زنبورها می‌چرخند) برای قلبش؛ که بسیار شیرین است. و عطر لطیفی از لباس شکوفه ای اش پخش می‌شود گلی کوچک شکوفه می‌دهد در خارزار و اسمش هست: اریکا دوشیزه‌ای جوان زندگی می‌کند در خانه و اسمش هست: اریکا آن دختر عزیزک وفادارم است و خوشی من، اریکا وقتی کالونا ارغوانی شکوفه می‌دهد من به استقبالش این سرود را می‌خوانم گلی کوچک شکوفه می‌دهد در خارزار و اسمش هست: اریکا گلی کوچک شکوفه می‌دهد در اتاق من و اسمش هست: اریکا پیش از این شکوفه‌اش در طلوع و غروب نگاهم می‌کند، اریکا و این نگاه طوری است که انگار بلند می‌پرسد: "آیا فکر می‌کنی به یاد نامزدت؟" دوشیزه‌ای برای تو می‌گرید در خانه و اسمش هست: اریکا | |